# Helsdingenia hebes
Helsdingenia hebes là một loài nhện trong họ Linyphiidae.
Loài này thuộc chi Helsdingenia. Helsdingenia hebes được George Hazelwood Locket & Anthony Russell-Smith miêu tả năm 1980.